# Kommunalvalen i Sverige 1922 och 1923
Kommunalvalet i Sverige 1922 genomfördes under hösten 1922 och i mars 1923 i Stockholms stad. Vid detta val valdes kommunalfullmäktige och stadsfullmäktige för mandatperioden 1923–1926/1927 i 1 117 av 2 515 kommuner. Valet påverkade också på sikt första kammarens sammansättning. 
För att kommunfullmäktige skulle vara obligatoriskt behövde kommunen ifråga ett invånarantal högre än 1 500. Denna siffra överskred 889 kommuner, medan 117 valde att ha fullmäktige ändå. Utöver detta ägde 111 stadsfullmäktigeval och 62 municipalfullmäktigeval rum. De sistnämnda räknas dock inte med som "riktiga" kommunalval.

## Stadsfullmäktigevalen
| Stadsfullmäktigevalen | Stadsfullmäktigevalen                   | Stadsfullmäktigevalen | Stadsfullmäktigevalen | Stadsfullmäktigevalen | Stadsfullmäktigevalen | Stadsfullmäktigevalen |
| Parti                 | Parti                                   | Röster                | Röster                | Röster                | Mandatfördelning      | Mandatfördelning      |
| Parti                 | Parti                                   | Antal                 | %                     | +− %                  | Antal                 | +−                    |
| --------------------- | --------------------------------------- | --------------------- | --------------------- | --------------------- | --------------------- | --------------------- |
|                       | Socialdemokraterna                      | 171 850               | 40,2                  | +0,6                  | 1 161                 | +92                   |
|                       | Allmänna valmansförbundet               | 165 845               | 38,8                  | -0,2                  | 1 382                 | +113                  |
|                       | Liberala samlingspartiet                | 61 439                | 14,4                  | -2,7                  | 636                   | -71                   |
|                       | Sveriges kommunistiska parti            | 23 505                | 5,5                   | +2,6                  | 143                   | +16                   |
|                       | Sverges socialdemokratiska vänsterparti | 2 392                 | 0,6                   | +0,6                  | 33                    | +33                   |
|                       | Övriga partier                          | 2 204                 | 0,5                   | —                     | 35                    | —                     |
| Antal giltiga röster  | Antal giltiga röster                    | 427 235               | 100                   |                       | 3 390                 | +148                  |
| Ogiltiga röster       | Ogiltiga röster                         | 2 292                 |                       |                       |                       |                       |
| Totalt                | Totalt                                  | 429 527 (41,7%)       |                       |                       |                       |                       |

Flera städer ingick inte i något av landstingen på grund av sin storlek. Vid valet 1922 och 1923 var dessa sex stycken av totalt 111 städer i landet; Stockholm, Göteborg, Malmö, Norrköping, Helsingborg och Gävle. Denna särställning gjorde att städerna jämte landstingen fick delta i förstakammarvalen, där de valda stadsfullmäktigen agerade valmän. Ibland jämställs därför dessa stadsfullmäktigeval med landstingsval.
| Stockholm            | Stockholm                    | Stockholm       | Stockholm | Stockholm | Stockholm |
| Parti                | Parti                        | Röster          | Röster    | Mandat    | Mandat    |
| Parti                | Parti                        | Antal           | %         | Antal     | +−        |
| -------------------- | ---------------------------- | --------------- | --------- | --------- | --------- |
|                      | Allmänna valmansförbundet    | 44 543          | 41,7      | 40        | +5        |
|                      | Socialdemokraterna           | 42 345          | 39,7      | 44        | -7        |
|                      | Liberala samlingspartiet     | 11 193          | 10,5      | 9         | -1        |
|                      | Sveriges kommunistiska parti | 8 646           | 8,1       | 7         | +3        |
|                      | Övriga partier               | 15              | 0,0       | 0         | —         |
| Antal giltiga röster | Antal giltiga röster         | 106 742         | 100       | 100       | +-0       |
| Ogiltiga röster      | Ogiltiga röster              | 1 198           |           |           |           |
| Totalt               | Totalt                       | 107 940 (39,8%) |           |           |           |

| Göteborg             | Göteborg                     | Göteborg       | Göteborg | Göteborg | Göteborg |
| Parti                | Parti                        | Röster         | Röster   | Mandat   | Mandat   |
| Parti                | Parti                        | Antal          | %        | Antal    | +−       |
| -------------------- | ---------------------------- | -------------- | -------- | -------- | -------- |
|                      | Socialdemokraterna           | 20 641         | 50,1     | 31       | +2       |
|                      | Allmänna valmansförbundet    | 13 409         | 32,6     | 20       | +-0      |
|                      | Liberala samlingspartiet     | 4 974          | 12,1     | 7        | -4       |
|                      | Sveriges kommunistiska parti | 2 165          | 5,3      | 3        | +3       |
| Antal giltiga röster | Antal giltiga röster         | 41 189         | 100      | 60       | +-0      |
| Ogiltiga röster      | Ogiltiga röster              | 119            |          |          |          |
| Totalt               | Totalt                       | 41 308 (33,5%) |          |          |          |

| Malmö                | Malmö                     | Malmö          | Malmö  | Malmö  | Malmö  |
| Parti                | Parti                     | Röster         | Röster | Mandat | Mandat |
| Parti                | Parti                     | Antal          | %      | Antal  | +−     |
| -------------------- | ------------------------- | -------------- | ------ | ------ | ------ |
|                      | Socialdemokraterna        | 16 919         | 60,8   | 34     | +1     |
|                      | Allmänna valmansförbundet | 9 137          | 32,9   | 18     | -1     |
|                      | Liberala samlingspartiet  | 1 370          | 4,9    | 2      | +-0    |
|                      | Övriga partier            | 384            | 1,4    | 0      | —      |
| Antal giltiga röster | Antal giltiga röster      | 27 810         | 100    | 54     | +-0    |
| Ogiltiga röster      | Ogiltiga röster           | 140            |        |        |        |
| Totalt               | Totalt                    | 27 950 (45,0%) |        |        |        |

| Norrköping           | Norrköping                   | Norrköping     | Norrköping | Norrköping | Norrköping |
| Parti                | Parti                        | Röster         | Röster     | Mandat     | Mandat     |
| Parti                | Parti                        | Antal          | %          | Antal      | +−         |
| -------------------- | ---------------------------- | -------------- | ---------- | ---------- | ---------- |
|                      | Socialdemokraterna           | 6 249          | 48,0       | 30         | -1         |
|                      | Allmänna valmansförbundet    | 5 914          | 45,4       | 27         | +2         |
|                      | Sveriges kommunistiska parti | 850            | 6,5        | 3          | +3         |
| Antal giltiga röster | Antal giltiga röster         | 13 013         | 100        | 60         | +-0        |
| Ogiltiga röster      | Ogiltiga röster              | 96             |            |            |            |
| Totalt               | Totalt                       | 13 109 (41,7%) |            |            |            |

| Helsingborg          | Helsingborg                  | Helsingborg    | Helsingborg | Helsingborg | Helsingborg |
| Parti                | Parti                        | Röster         | Röster      | Mandat      | Mandat      |
| Parti                | Parti                        | Antal          | %           | Antal       | +−          |
| -------------------- | ---------------------------- | -------------- | ----------- | ----------- | ----------- |
|                      | Socialdemokraterna           | 7 191          | 49,6        | 27          | +1          |
|                      | Allmänna valmansförbundet    | 5 861          | 40,4        | 22          | +-0         |
|                      | Sveriges kommunistiska parti | 738            | 5,1         | 3           | +3          |
|                      | Övriga partier               | 714            | 4,9         | 0           | —           |
| Antal giltiga röster | Antal giltiga röster         | 14 504         | 100         | 51          | +-0         |
| Ogiltiga röster      | Ogiltiga röster              | 96             |             |             |             |
| Totalt               | Totalt                       | 14 600 (55,8%) |             |             |             |

| Gävle                | Gävle                                   | Gävle         | Gävle  | Gävle  | Gävle  |
| Parti                | Parti                                   | Röster        | Röster | Mandat | Mandat |
| Parti                | Parti                                   | Antal         | %      | Antal  | +−     |
| -------------------- | --------------------------------------- | ------------- | ------ | ------ | ------ |
|                      | Socialdemokraterna                      | 2 964         | 42,9   | 22     | -1     |
|                      | Allmänna valmansförbundet               | 2 116         | 30,6   | 14     | +3     |
|                      | Liberala samlingspartiet                | 1 321         | 19,1   | 8      | -2     |
|                      | Sverges socialdemokratiska vänsterparti | 301           | 4,4    | 1      | +1     |
|                      | Övriga partier                          | 208           | 3,0    | 0      | —      |
| Antal giltiga röster | Antal giltiga röster                    | 6 910         | 100    | 45     | +-0    |
| Ogiltiga röster      | Ogiltiga röster                         | 97            |        |        |        |
| Totalt               | Totalt                                  | 7 007 (34,3%) |        |        |        |